# Polnische Rugby-Union-Nationalmannschaft
Die polnische Rugby-Union-Nationalmannschaft vertritt Polen in der Sportart Rugby Union. Sie spielt gegenwärtig in Gruppe B der jährlich ausgetragenen Europameisterschaft und konnte sich bislang noch für keine Weltmeisterschaft qualifizieren. Polen wird vom Weltverband World Rugby in die dritte Stärkeklasse (third tier) eingeteilt.
Das erste Länderspiel in der Geschichte des polnischen Rugby bestritt die Mannschaft am 24. August 1958 in Łódź gegen die DDR und gewann mit 9:8. Ein Jahr zuvor war Polen dem europäischen Verband Rugby Europe beigetreten. Zu Beginn traf man häufiger auch auf die Tschechoslowakei und Rumänien. An den Qualifikationsspielen für die Weltmeisterschaft konnte Polen erst ab 1988 teilnehmen, als der Weltverband das Land offiziell als Mitglied aufnahm. In den letzten Jahren hat sich der Rugbysport in Polen stetig weiterentwickelt, so dass die Mannschaft mittlerweile regelmäßig 7.000 Zuschauer zu den Heimspielen anzieht.
Trainer der Mannschaft war von 2006 bis 2013 Tomasz Putra, der von 1982 bis 2000 selbst Profispieler in Polen und größtenteils Frankreich war. Über die Hälfte des Kaders spielt derzeit in der französischen Liga.

## Länderspiele
| Land             | Spiele | Gewonnen | Verloren | Unentschieden |
| ---------------- | ------ | -------- | -------- | ------------- |
| Andorra          | 3      | 3        | 0        | 0             |
| Belgien          | 5      | 5        | 0        | 0             |
| Bulgarien        | 1      | 1        | 0        | 0             |
| Dänemark         | 3      | 3        | 0        | 0             |
| DDR              | 13     | 10       | 2        | 1             |
| Deutschland      | 14     | 7        | 7        | 0             |
| Georgien         | 2      | 2        | 0        | 0             |
| Italien          | 7      | 1        | 6        | 0             |
| Kroatien         | 2      | 2        | 0        | 0             |
| Lettland         | 4      | 4        | 0        | 0             |
| Malta            | 3      | 3        | 0        | 0             |
| Marokko          | 8      | 6        | 2        | 0             |
| Moldau           | 1      | 0        | 1        | 0             |
| Niederlande      | 19     | 11       | 6        | 2             |
| Norwegen         | 1      | 1        | 0        | 0             |
| Portugal         | 7      | 3        | 4        | 0             |
| Rumänien         | 20     | 2        | 18       | 0             |
| Russland         | 2      | 0        | 2        | 0             |
| Schweden         | 11     | 10       | 0        | 1             |
| Schweiz          | 2      | 2        | 0        | 0             |
| Serbien          | 3      | 1        | 2        | 0             |
| Sowjetunion      | 3      | 0        | 3        | 0             |
| Spanien          | 16     | 6        | 10       | 0             |
| Tschechien       | 7      | 3        | 3        | 1             |
| Tschechoslowakei | 21     | 11       | 9        | 1             |
| Tunesien         | 4      | 3        | 1        | 0             |
| Ukraine          | 6      | 0        | 6        | 0             |
| Total            | 187    | 99       | 82       | 6             |

## Ergebnisse bei Weltmeisterschaften
- Weltmeisterschaft 1987: nicht teilgenommen
- Weltmeisterschaft 1991: nicht qualifiziert
- Weltmeisterschaft 1995: nicht qualifiziert
- Weltmeisterschaft 1999: nicht qualifiziert
- Weltmeisterschaft 2003: nicht qualifiziert
- Weltmeisterschaft 2007: nicht qualifiziert (3. Qualifikationsrunde)